# Culicoides papilliger
Culicoides papilliger är en tvåvingeart som beskrevs av Art Borkent 1997. Culicoides papilliger ingår i släktet Culicoides och familjen svidknott.
Artens utbredningsområde är Pakistan. Inga underarter finns listade i Catalogue of Life.